# Santa María Nebaj
Santa María Nebaj (kurz Nebaj) ist der Hauptort einer insgesamt knapp 80.000 Einwohner zählenden Gemeinde (municipio) in der Sierra de los Cuchumatanes im nordwestlichen Hochland Guatemalas. Zur Gemeinde gehören der Hauptort, das Dorf Acul sowie mehrere Dörfer und Weiler (caserios).

## Lage und Klima
Die etwa 150 km (Fahrtstrecke) nordöstlich von Quetzaltenango befindliche Gemeinde liegt in einer mittleren Höhe von ca. 1900 m über der präspanischen Siedlung Nebaj in einem Tal der bis zu 3850 m hohen Sierra de los Cuchumatanes. Guatemala (Stadt), die Hauptstadt des Landes, ist ca. 230 km in südöstlicher Richtung entfernt. Das Klima ist mild bis warm; Regen (ca. 1700 mm bis über 2000 mm/Jahr) fällt überwiegend in den Sommermonaten.

## Bevölkerung
Die Bevölkerung gehört größtenteils zur Maya-Stammesgruppe der Ixil. Der stetige Bevölkerungszuwachs der Gemeinde beruht im Wesentlichen auf der immer noch anhaltenden Zuwanderung von Familien aus den Dörfern der Umgebung. Hauptsprache der Region ist das Quiché-Mam, eine Mischform aus Nahuatl und einem Maya-Dialekt, aber auch Spanisch wird von vielen verstanden und gesprochen. 

## Wirtschaft
Die Landwirtschaft bildet in vielfältiger Weise die Ernährungsgrundlage der Bevölkerung. Hauptnahrungsmittel sind Mais, Bohnen und Tomaten, aber auch von den spanischen Eroberern importierte Pflanzen wie Chili und Zwiebeln werden seit langem angebaut. Heute spielt die Kultivierung von Kartoffeln eine wichtige Rolle im wirtschaftlichen Leben der Gemeinde, aber auch Kaffee wird angepflanzt und exportiert.

## Geschichte
In vorkolonialer Zeit stand Nebaj wahrscheinlich in der Abhängigkeit von der ca. 80 km entfernten Maya-Stadt Zaculeu. Der Ort wurde um das Jahr 1525 von den indianischen Hilfstruppen Pedro de Alvarados erobert und wenige Jahre später dem Dominikaner-Orden übergeben, doch blieben hinsichtlich Sprache und Gebräuchen Maya-Einflüsse auch weiterhin bestehen.
Seit den 1960er und bis in die 1990er Jahre herrschte in Guatemala ein Bürgerkrieg. Vor allem während der diktatorischen Präsidentschaft von Efraín Ríos Montt (1982/83) kam es zu zahlreichen Übergriffen des Militärs und anderer Gruppen in der Ixil-Region, die mittlerweile als Völkermord angesehen und gerichtlich verfolgt werden. 

## Sehenswürdigkeiten
- Die Kirche des Ortes trägt das Patrozinium der Himmelfahrt Mariens (Asunción de la Virgen). Sie wurde nach Erdbebenschäden in den Jahren 1958 bis 1962 komplett neu gebaut, doch das Erdbeben von 1976 verursachte erneute Schäden. Der ungegliederte Kirchenraum wird von einem hölzernen Dachstuhl überspannt. An den Seitenwänden befinden sich mehrere Schnitzaltäre.
- Das Museo Arqueológico widmet sich in der Hauptsache der vorspanischen Zeit.